# سارة ويب (ربانة)
سارة ويب (بالإنجليزية: Sarah Webb Gosling)‏ هي ربانة ‏ بريطانية، ولدت في 13 يناير 1977 في أشفورد ‏ في المملكة المتحدة.

## وصلات خارجية
- سارة ويب على موقع الاتحاد الدولي للملاحة الشراعية (موقع جديد) (الإنجليزية)
- سارة ويب على موقع الاتحاد الدولي للملاحة الشراعية (موقع قديم) (الإنجليزية)
- سارة ويب على موقع اللجنة الأولمبية الدولية (الإنجليزية)
- سارة ويب على موقع أوليمبيديا (الإنجليزية)
- سارة ويب على موقع اللجنة الأولمبية البريطانية (الإنجليزية)